# 馬大用
馬大用（1691年—1759年），字萬宜，清朝將領，武探花及第，官至福建水師提督。安徽懷寧人。依澤馬氏第29世（邦字輩）。

## 生平
雍正五年（1727年）丁未科殿試一甲第三名武進士，探花及第。
猿臂虎口，磊落有大志，每言「男兒當橫行海內，取青紫如拾芥，誰能尋章摘句作老博士耶？」遂廢書，嫻韜略。
居官嚴肅慎重。在甘肅花馬池駐防時期，正逢饑饉災年，軍民爭糧矛盾尖銳，他整頓營伍，屯墾自養，讓利於民，“民賴以安”。
於駐守湖南沅州時期，曾單騎入峒寨，調解漢苗糾紛，維護了民族團結。
乾隆十八年（1753年）任臺灣鎮總兵。在鎮守臺灣時，幫助原住民發展生產，乾隆十九年（1754年）風災，親涉鹿耳門，拯救四千餘人，又施藥撲滅瘟疫救人無數，民眾感恩戴義。
有關其在臺灣的事蹟記載於《 重修臺灣省通志》與“國家圖書館”編纂的《臺灣記憶》中。
乾隆二十一年（1756年）轉任廣東潮州鎮總兵，乾隆二十二年（1757年）六月癸酉因功接任福建水師提督。任台灣鎮、潮州鎮總兵與福建水師提督期間，當時粵閩海氛不靖，自馬大用抵轅後，奮力清剿海寇，遂臻平定，濱海賊渠畏服，時人謳歌，謂之為東南半壁福星。
乾隆二十四年（1759年）閏六月十二以病乞休。卒賜祭葬，諡慎愨，乾隆帝親撰悼文，榮封“三代正二品”。 

## 逸事
乾隆年間，北方黃河決口，百姓流離失所，凍死餓死的不計其數，為撥出钜款救災，並開倉放糧賑濟，有人向乾隆皇帝獻策以拍賣官爵來補充虧空，並提出高價賣出四名“翰林官街”，每名批價十萬兩。旨諭一下，很多富翁都想買個大官銜來光耀門庭，潮州揭陽縣京崗鄉孫奮揚眼看叔父家資巨萬，便為他買下“翰林官銜”成為第一個買下此顯赫官銜者。
此事大受翰林院眾翰林的反對，特聯名上表提出諫議說：“翰林乃是博學之士，從來是考選天下最有學問的人充任。如果學問可用金錢代替，那麼今後還有誰去重視學問呢？國家尚文之風豈不長此衰敗麼？”乾隆帝看了諫書後立即命探花郎馬大用前往京崗鄉追回旨諭和“官誥”。
湖廣總督鄭大進在京聞知此訊，很是著急：“若是親家領到手的‘官誥’同樣被吊回，那就太沒臉色了！”他急忙差一心腹校尉，日夜兼程，火速到京崗孫親翁家報信，叫他連夜趕建“聖旨亭”。當馬大用千里迢迢來到京崗鄉時，孫家早已把敕封的“聖旨”高掛在宅基的牌亭上了。有道是君無戲盲，哪能出爾反爾把聖旨收回?馬大用也想賣個人情給孫、鄭兩家，便空手回京繳旨。
事已至此，乾隆皇帝只好將差就錯，宣召孫瓊斌上京供職。孫瓊斌得旨，很是歡喜，即刻收拾上京。到得京都，受封為“翰林院待詔”之職。可當他踏進翰林院時，受到眾翰林一番奚落。有個翰林陰著臉孔問他：“我們翰林院是量才任職，不知你用錢買來的‘翰林’能幹什麼差使?”另一個接著說：“我們院內正缺一名剃頭匠，就由他充任吧!”
孫瓊斌是個豪爽人，怎受得這氣，隨口回敬道：“怪啊!難道我走錯了門，竟走進剃頭院來了！”說罷，轉身就走。回到官邸，越想越惱。他原以為捐來高官，也就得到榮耀，誰知卻平白招來一場沒趣！即時收拾了行李，便離京回鄉。
乾隆皇帝得知此事，很是生氣，把眾翰林臭駡了一頓。從此，任由乾隆怎麼宣召，孫瓊斌總辭謝聖恩，不願入朝。後來，乾隆皇帝念著孫瓊斌捐給朝廷那麼多錢，卻沒得到什麼好處。便特意御筆親題了一個“福”字，命百歲老翰林劉起振為使，前往京崗賜贈給孫翰林。
劉起振來到京崗，宣讀了聖旨，頒賜了“福”字，再又親自揮筆題下“蘭台紫誥”四字，命工匠鐫彩于孫府大門上，以給孫家增添光彩。
一直到今日，乾隆皇帝當年頒賜的“福”字仍懸掛在廣東省揭陽市京岡街道翰林府內的拜亭之上。
這個舉國獨一無二的買翰林的故事，也就成為流傳民間的逸事。

## 歷任
- 二等侍衛 (雍正5年-雍正6年)
- 京城南營守備 (雍正6年-雍正7年)
- 陝西督標前營遊擊 (雍正7年-雍正12年)
- 陝西西安城守營參將(署) (雍正10年-？年)
- 督標火器營參將 (雍正12年-乾隆2年)
- 花馬池營副將(署) (雍正13年-？年)
- 潼關協副將(署) (乾隆1年-？年)
- 波羅營副將 (乾隆2年)
- 川陝督標中軍副將 (乾隆2年-乾隆3年)
- 湖北黃州協副將 (乾隆6年-乾隆11年)
- 宜昌鎮總兵 (乾隆11年-乾隆16年)
- 福建漳州鎮總兵 (乾隆16年-乾隆18年)
- 臺灣鎮總兵 (乾隆18年-乾隆21年)
- 廣東潮州鎮總兵 (乾隆21年-乾隆22年)
- 福建水師提督 (乾隆22年-乾隆24年)

## 紀念
故居至今尚存，為安慶探花第。